# Dhyan Chand

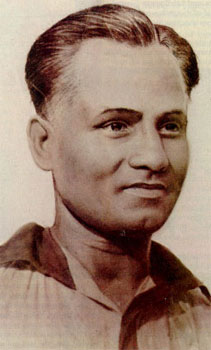
Dhyan Chand

Dhyan Chand Singh (Hindi: ध्यानचंद सिंह, Dhyāncand Siṃh; * 29. August 1905 in Allahabad, Uttar Pradesh; † 3. Dezember 1979 in Jhansi, Uttar Pradesh) war ein indischer Hockeyspieler. Neben Richard James Allen war er als einziger Spieler an den drei ersten Olympiasiegen Indiens beteiligt. Dhyan Chand war der überragende Hockeyspieler seiner Zeit und zählt zu den besten Hockeyspielern überhaupt.

## Leben
Dhyan Chand wurde als Sohn eines Armeeangehörigen in Allahabad geboren, zog aber schon als kleines Kind mit seiner Familie nach Jhansi. Dort wuchs er auf und nach kurzer Schulzeit ging er 1922 mit 16 Jahren zur indischen Armee. Er wurde Mitglied des 1. Punjab-Regiments. Dort entdeckte man seine sportlichen Fähigkeiten und er wurde zunehmend in Auswahlmannschaften berufen. Auf einer Reise der indischen Hockeyauswahl nach England traten die Inder in zehn Länderspielen gegen die Briten an, von 72 Toren in diesen zehn Spielen erzielte Dhyan Chand 36. Chand wurde 1928 in die indische Hockeynationalmannschaft berufen, die bei den Olympischen Spielen 1928 in Amsterdam antrat. Im Finale gegen die Gastgeber aus den Niederlanden erzielte Dhyan Chand als Mittelstürmer zwei Tore beim 3:0-Sieg.
Bei den Olympischen Spielen 1932 traten nur drei Mannschaften an. Indien gewann 11:1 gegen Japan und 24:1 gegen die US-Amerikaner. Dhyan Chand erzielte zwölf Treffer in den beiden Spielen, sein Bruder Roop Singh erzielte dreizehn Treffer. Insgesamt erzielte Indien 1932 338 Tore in 37 Spielen, Dhyan Chand steuerte 133 Tore zu dieser Bilanz bei.
Dhyan Chand gehörte auch 1936 zur indischen Olympiaauswahl, neben Torwart Richard James Allen war er einziger Doppelolympiasieger im Aufgebot für Berlin. Im Finale gegen die deutschen Gastgeber stand es zur Halbzeit 1:0, die Inder kamen mit dem nassen Rasen nicht zurecht. In der zweiten Halbzeit spielte Dhyan Chand barfuß und konnte sein Spiel besser kontrollieren. Er erzielte sechs Treffer, Indien gewann mit 8:1.
Dhyan Chand spielte noch weitere zwölf Jahre und beendete seine Spielerkarriere kurz vor den Olympischen Spielen 1948 in London. Auf ausgedehnten Tourneen mit der indischen Auswahl konnte Dhyan Chand sein Spielvermögen auf allen Kontinenten vorführen, noch 1947 erzielte er auf einer Tournee durch Ostafrika 61 Tore in 22 Spielen.
1956 schied er im Range eines Majors aus der indischen Armee aus, im selben Jahr wurde ihm der Padma Bhushan verliehen. 1976 nahm sein Sohn Ashok Kumar an den Olympischen Spielen in Montreal teil, die indische Hockeymannschaft belegte aber nur den siebten Platz.

## Spielweise
Dhyan Chand war der führende Torschütze in den über zwanzig Jahren, die er auf Weltklasseniveau spielte, aber seine Rolle für seine Teams ging weit darüber hinaus. Er war jeweils auch der wichtigste Passgeber und seine Ideen öffneten das Spiel für die indische Mannschaft. 
Ausgangspunkt für seine Spielweise war seine absolute Ballbeherrschung, ihm gelangen mit dem Stock Manöver, die seine Gegenspieler nicht vorhersehen konnten, weil sie die Dinge technisch für undurchführbar hielten. In zahlreichen Anekdoten ist überliefert, dass die Gastgebermannschaften bei seinen zahlreichen internationalen Tourneen seinen Schläger untersuchten, ob dieser mit einem Magneten oder mit Klebstoff versehen war.
Der zweifache Olympiasieger Keshav Dutt meinte über ihn: 

„His real talent lay above his shoulders. His was easily the hockey brain of the century. He could see the field the way a chess player sees a board. He knew where his teammates were, and more importantly where his opponents were -- without looking. It was almost psychic.“

„Sein eigentliches Talent lag oberhalb seiner Schultern. Er war einfach das Hockeygenie des Jahrhunderts. Er sah das Spielfeld wie ein Schachspieler das Brett. Er wusste, wo seine Mitspieler waren und wichtiger, er wusste wo seine Gegenspieler waren, ohne hinzuschauen. Es war eine beinahe seherische Gabe.“

## Nachleben

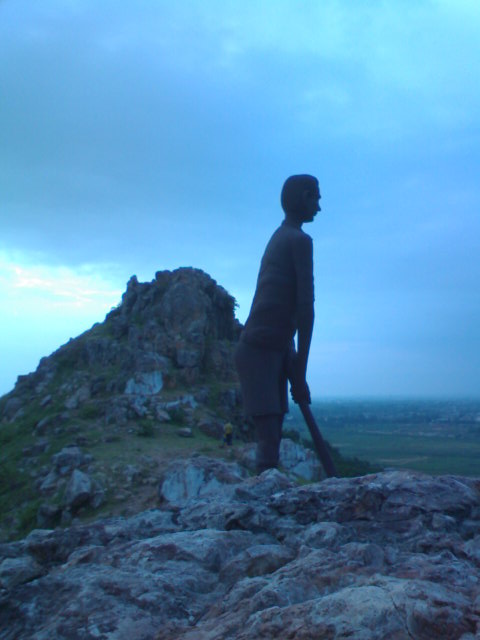
Statue in Dhyan Chands Wohnort Jhansi

- Am 3. Dezember 1980, Dhyan Chands erstem Todestag, brachte die indische Post eine Briefmarke zum Gedenken an Dhyan Chand heraus.
- Das Dhyan-Chand-Nationalstadion in Neu-Delhi erinnert an Indiens größten Sportler mit einer großen Statue.
- Anlässlich Dhyan Chands hundertstem Geburtstag wurde 2005 eine Statue in Medak errichtet.
- Sein Geburtstag, der 29. August, ist Indiens Nationaler Tag des Sports. An diesem Tag überreicht der indische Staatspräsident Orden an verdienstvolle Sportler Ehrungen wie den Arjuna Award.